# Cliona viridis
Espèce
La Clione verte (Cliona viridis) est une espèce de spongiaire de la famille des Clionaidés.